# 金子吉延
金子 吉延（かねこ よしのぶ、1955年6月28日 - ）は、日本の元子役、俳優。1960年代から1970年代にかけて活躍した。東京都板橋区出身。
同時代にやはり子役として活躍した金子光伸とは血縁関係はないが、名前が似ているために兄弟や親戚に間違えられることがあったといい、「お兄さんにもよろしく」といったファンレターが来たこともあったという。本人は「一度だけしか会ったことがないです」と語っている。

## 来歴

### 『赤影』前
1959年に劇団あすなろへ入団。小児喘息で自宅にこもり気味だったため、母親に劇団に入れられたことが、子役になったきっかけとなる。
本人が記憶しているテレビドラマで最古の作品は、NHK東京の文芸劇場『下町』。12時から朝の4時まで収録のため拘束され、布団で寝ているシーンで本当に眠ってしまったという。10歳の時に『宮本武蔵 巌流島の決斗』（内田吐夢監督）で、初めて東映京都と関わる。三沢伊織役を探していた内田監督が『宮本武蔵 巌流島の決斗』の前年に上演された劇団文化座公演『土』（原作:長塚節)に出演した金子を見染め、各劇団を訪ねて探し回った末に指名してきたという。京都での撮影だったが当時は新幹線は無く、飛行機で往復していた。
複数の資料では、『青島要塞爆撃命令』（1963年、東宝）に男の子役で出演したと記述しているが、本人はこれを否定している。
1966年、『丹下左膳 飛燕居合斬り』で再び京都詰めとなる。この年、自身もファンであった白土三平の劇画『ワタリ』が東映京都で『大忍術映画 ワタリ』（船床定男監督）として映画化されると聞き、企画室に日参して出演売り込みを行った。脇役希望だったが、主演に選ばれ当惑したという。撮影は3ヶ月におよんだため、撮影中は母親とともに東映の女子寮に入寮していたが、『ワタリ』『赤影』で共演する岡田千代も、『ワタリ』の撮影当時は入寮していた。

### 『仮面の忍者 赤影』
『ワタリ』の演技が認められ、1967年放送の特撮テレビドラマ『仮面の忍者 赤影』（関西テレビ、東映）に少年忍者「青影」役で出演し人気を得る。
青影の長髪は当初カツラだったが、中途から地毛になった。一年間散髪しなかったという。
同作のヒットで「子役スター」と呼ばれたが、放映中に街で声をかけられることもなく、本人には自覚はまったく無かったという。
5年の三学期から6年の二学期末までは、京都の御室仁和寺直近の京都市立御室小学校に転入して撮影に挑んだが、学校にまったく通えず、先生に会ったこともなかったという。成績表は「オール1」となったため、2学期から朝の一時間だけ出席することとなった。京都の植木屋の別荘を借りて住んでおり、その前には俳優の松方弘樹の自宅があった。
怪獣路線への変更については子供心に納得できなかったという。
共演した坂口祐三郎は、子供嫌いで当初は冷たかったが、だんだんと打ち解けていったという。引退後も交流は続き、坂口は上京時には飲みに誘ってくれたという。坂口は『赤影』での金子について、「撮影で走った後、『赤影さん、僕の人生暗いなあ。小児喘息だからあまり走ったりすると、心臓を悪くして長生き出来ないよ』なんて、小学5年生の子供がボソボソいうんだよ」と、当時の思い出を語っている。
『ワタリ』『赤影』『河童の三平』などで共演した牧冬吉は、金子本人に述べることはなかったがプライベートでは金子のことを褒めちぎっており、金子は牧の没後に牧の息子から「嫉妬していた」と言われたという。
端役で出演し、当時は無名だった川谷拓三に、自転車で撮影所を乗せて回らせてもらっていた。後年、川谷がテレビドラマ『前略おふくろ様』のオープニングで単独クレジットされていた時は嬉しかったという。
金子は1993年頃から、その後の『赤影』を描いた映像作品を撮ろうと企画していたが、坂口の死去により実現しなかった。

### 『赤影』後
東京に戻り無事中学校へ進学するが、『河童の三平 妖怪大作戦』（NET、東映）の主演が決まってまた通えなくなった。『ガメラ対大悪獣ギロン』の主演オファーは通学のため断り、きわどい成績だったがなんとか卒業できたという。この間、台湾での『大忍術映画 ワタリ』の大ヒットを受けて台湾映画界から招かれ、湯慕華（日本名・湯浅浪男）監督のもと、特撮冒険映画『神童桃太郎』、『桃太郎斬七妖』に主演する。
高校受験での面接では、面接官から「君が青影丸か」と問われ、「丸はつきません」と答えたという。入学後は日舞を習い、高校2年までは毎日通学する。『赤影』『河童の三平』のプロデューサーだった東映の平山亨プロデューサーを、日舞の発表会に招いたことがきっかけとなり、1973年のテレビドラマ『どっこい大作』（NET、東映）の主人公・田力大作役に抜擢される。番組が延長されたために通学できなくなり、一時は退学となるが、当時の担任の尽力により復学・卒業できた。
23歳で、本業としては俳優を引退する。その後は空調関係の会社を経営する傍ら、各種催事や企画ビデオ作品に出演している。
『仮面ライダー』などで知られる俳優の佐々木剛が経営する居酒屋「バッタもん」の常連客であり、インタビューや自身のホームページのオフ会などもこの店で行われている。

## 出演

### 映画
- 地の涯に生きるもの（1960年、東宝）[1]
- どじょっこの歌（1961年、日活） - さぶちゃん
- 英語に弱い男 東は東 西は西（1962年、日活） - 木村浩
- キングコング対ゴジラ（1962年、東宝） - 団地の子供[2][1][18][注釈 3]
- 車掌物語 旅は道づれ（1962年、日活） - 吉川進
- ぶらりぶらぶら物語（1962年、東宝） - 小宮山武男
- サラリーマン無鉄砲一家（1963年、東宝） - 小川孝
- あの娘に幸福を（1963年、東宝） - 津田清次
- 馬喰一代（1963年、東映） - 片山大平（幼年期）
- ただいま診察中（1964年、東宝） - 村川勇
- 宮本武蔵 巌流島の決斗（1965年、東映） - 三沢伊織
- 若い娘がいっぱい（1966年、東宝） - 依田春雄
- 丹下左膳 飛燕居合斬り（1966年、東映） - ちょび安
- 大忍術映画 ワタリ（1966年、東映） - ワタリ
- 続兄弟仁義（1966年、東映） - 長吉
- 飛び出す冒険映画 赤影（1969年、東映） - 青影
- 神童桃太郎（1970年、國民教育有限公司） - 桃太郎
- 桃太郎斬七妖（1970年、錦華有限公司） - 桃太郎
- 二百三高地（1980年、東映） - 喜多庄助
- ヒポクラテスたち（1980年、ATG） - 渡辺大介
- 地球侵略タイトルマッチ女我レディース（1999年、バップ） - 山崎トレーナー
- 萌えよ!ドラゴンガールズ（2004年、タキコーポレーション） - 泥酔拳ぢぢい

### テレビドラマ
- 文芸劇場 / 下町 -ダウンタウン-（1962年、NHK）[1]
- テレビ指定席 / 顔（1963年、NHK）
- 忍者部隊月光 第53話「Mショット作戦 - 後篇 -」（1965年、フジテレビ / 国際放映） - 子供[注釈 4]
- 丸出だめ夫（1966年 - 1967年、日本テレビ / 東映）
- ウルトラマン 第15話「恐怖の宇宙線」（1966年、TBS / 円谷プロ）- ムシバの友達の一人・ゼロ戦
- 胡椒息子（1966年、NHK）
- 仮面の忍者 赤影（1967年 - 1968年、KTV / 東映）- 青影
- 河童の三平 妖怪大作戦（1968年 - 1969年、NET / 東映）- 主演・河原三平
- 帰って来た用心棒 第18話「逃げて来た女」（1968年、NET / 東映）
- 素浪人 月影兵庫 第103話「腕白小僧が泣いていた」（1968年、NET / 東映）- 三公（三左衛門）
- 銭形平次（フジテレビ / 東映）
  - 第201話「紅い手裏剣」（1969年）- 万助
  - 第632話「土俵に賭ける二人」（1978年）- 安五郎
- どっこい大作（1973年 - 1974年、NET / 東映）- 主演・田力大作
- 子連れ狼 第2部 第18話「哀燈流し」（1974年、日本テレビ / ユニオン映画）- 太市
- 銀河テレビ小説 / 灯のうるむ頃（1974年、NHK）
- 暗闇仕留人 第24話「嘘つきにて候」（1974年、ABC / 松竹）- 佐助
- 夜明けの刑事 第17話「さあ、女の復讐が始まるわ!」（1975年、TBS）- 関本巡査
- 影同心II 第17話「一殺多生の大相撲」（1976年、毎日放送 / 東映）- 大吉
- いろはの"い" 第17話「十五才の誘拐」（1976年、日本テレビ / 東宝）- サブ
- 新・二人の事件簿 暁に駆ける （1976年、ABC / 大映テレビ）- 昇
- 円盤戦争バンキッド 第15話「暴走宇宙人エヌーピィ」（1977年、日本テレビ / 東宝）- エヌーピィ軍曹
- 新幹線公安官 第2シリーズ 第23話「青春の逆流」（1978年、テレビ朝日 / 東映）- 山根健太郎
- 燃えろアタック（1979年、テレビ朝日 / 東映）
- 噂の刑事トミーとマツ 第19話「女抱きつきスリ大騒動」（1980年、TBS / 大映テレビ）
- 大江戸捜査網（東京12チャンネル / 三船プロ）
  - 第454話「無情 巾着切りの涙」（1980年）- 半太
  - 第481話「連判状が招く姿なき殺人者」（1981年）- 政吉
- ボイスラッガー 第7話「危うしスーパーヒーロー! 吠える大捜査線」（1999年、テレビ東京）- 舞台監督
- 非公認戦隊アキバレンジャー 第3話「痛タッ!酔いどれヒーロー大冒険!!」（2012年、BS朝日）[19][注釈 3]

### オリジナルビデオ
- 退魔天使ビザール・シューター 美少女戦士 沙良見参!（2004年、GPミュージアムソフト） - 後光三彰
- 地球のおくりもの（2005年、エイナ・エンタテインメント） - 西田宏道
- 秋葉男（2006年、タキ・コーポレーション） - 金子吉延

### その他
- 飲酒運転・悲劇の連環（2007年、東映教育映像部） - 刑事